# اولف راشکه
اولف راشکه (انگلیسی: Ulf Raschke؛ زادهٔ ۲۳ ژوئیهٔ ۱۹۷۲) بازیکن فوتبال اهل آلمان است.
از باشگاه‌هایی که در آن بازی کرده‌است می‌توان به باشگاه فوتبال روت‌وایس اسن و باشگاه فوتبال بروسیا دورتموند اشاره کرد.